# Lenguas asmat-kamoro
Las lenguas asmat-kamoro son una familia de una docena de lenguas trans-neoguineanas habladas por los asmat y otros pueblos relacionados de la provincia de Papúa. Se considera que estas lenguas son una expansión reciente hacia la costa sur, de pueblos procedentes del norte.

## Clasificación
Las lenguas asmat-kamoro son:
- Rama asmat: Asmat de costa Casuarina, asmat de Yaosakor, asmat central, asmat septentrional, citak, citak de Tamnim.
- Rama sabakor: Buruwai (Asienara), Kamberau (Iria)
- Diuwe
- Kamoro
- Sempan

## Comparación léxica
Los numerales en diferentes lenguas Asmat-Kamoro son:
| GLOSA | Asmat         | Asmat       | Asmat            | Asmat        | Kamoro        | Sabakor     | Sabakor     | Sabakor        |
| GLOSA | Asmat central | Asmat sept. | Citak            | PROTO- ASMAT | Kamoro        | Buruwai     | Kamberau    | PROTO- SABAKOR |
| ----- | ------------- | ----------- | ---------------- | ------------ | ------------- | ----------- | ----------- | -------------- |
| '1'   | taka          | toko        | takà             | *taka        | 'ɛna ow'aʔ    | sasiábaɾa   | a'banə      | *ʤaba-         |
| '2'   | yamuk         | yomnok      | zamnèk           | jaminak      | yam'ina tí'ɛʔ | abómera     | ábomə       | *abomə-        |
| '3'   | manintep      | mbemtiap    | a zamnèk àtaka   | *mbem-tiap   | t'óːɾwáʔ      | abomayébeɾa | obómdawə    | *abome-ʤaba    |
| '4'   | eaktaka wapuk | ebràk tàka  |                  |              |               | binada      | bemsídabə   | *bemsi-ʤaba    |
| '5'   | ban taka      | ban takanim | m'aiɾɛ pamɛɾé    |              |               | mánbawɛta   | maiyíbəʔə   | *mairibə       |
| '6'   |               |             |                  |              |               |             | maibɛɾábanə |                |
| '7'   |               |             |                  |              |               |             |             |                |
| '8'   |               |             |                  |              |               |             |             |                |
| '9'   |               |             |                  |              |               |             |             |                |
| '10'  |               |             | maiɛɾoa minɛtiaʔ |              |               |             |             |                |